# مارتن والاس (عسكري)
مارتن والاس (بالإنجليزية: Martin Wallace) هو عسكري أسترالي، ولد في 1969 في سيدني في أستراليا.